# Khaled Toubal
 (décembre 2018).
Si vous disposez d'ouvrages ou d'articles de référence ou si vous connaissez des sites web de qualité traitant du thème abordé ici, merci de compléter l'article en donnant les références utiles à sa vérifiabilité et en les liant à la section « Notes et références ».
Pour les articles homonymes, voir Toubal.
Khaled Toubal est un footballeur algérien né le 28 juin 1986 à El-Harrach dans la wilaya d'Alger. Il évolue au poste de défenseur à l'USM Annaba.

## Biographie
Il dispute 100 matchs en Division 1 entre 2011 et 2018.
Il participe à la Ligue des champions d'Afrique en 2017 avec le club de la JS Saoura.

## Palmarès
- Vice-champion d'Algérie en 2016 et 2018 avec la JS Saoura